# Porte Maillot
De Porte Maillot is een toegangspunt (Porte) tot de stad Parijs, en is gelegen in het noordwestelijke 17e arrondissement aan de Boulevard Périphérique.
Vanuit de Porte Maillot vertrekt de nationale weg N13 naar Caen en Cherbourg-Octeville.
Bij de Porte Maillot is het gelijknamige metrostation Porte Maillot aanwezig, dat onderdeel is van de Parijse metrolijn 1.